# Batapa Drammeh
Batapa Drammeh (* 20. Jahrhundert) ist ein Politiker im westafrikanischen Staat Gambia.

## Leben
| Parlamentswahl | Stimmen | Stimmanteil |
| -------------- | ------- | ----------- |
| 1972           | 2.374   | 53,23 %     |

Drammeh trat bei den Parlamentswahlen 1972 als parteiloser Kandidat im Wahlkreis Sandu an. Er gewann den Wahlkreis mit 53,23 % der Stimmen vor Musa S. Dabo, dem Kandidaten der People’s Progressive Party (PPP), und erlangte dadurch einen Sitz im House of Representatives. Nachdem er den Sitz im Parlament wegen Nichterscheinen verloren hatte, wurden im November 1973 im Wahlkreis eine Nachwahl angesetzt. Dabo gewann diese Wahl.
Drammeh trat politisch nicht mehr in Erscheinung.